# Островский, Алексей Владимирович
Алексе́й Влади́мирович Остро́вский (род. 14 января 1976, Москва, СССР) — российский государственный и политический деятель. Генеральный директор Министерства иностранных дел Российской Федерации с 5 февраля 2024 года.
Губернатор Смоленской области с 26 апреля 2012 по 17 марта 2023 (врио 20—26 апреля 2012, 18 мая — 28 сентября 2015). Депутат Государственной думы Федерального собрания России IV—VI созывов (2003—2012). Член высшего совета ЛДПР. Заместитель председателя Президиума Высшего Совета ЛДПР.

## Биография
Родился 14 января 1976 года в Москве.
Начинал свою карьеру в качестве фотокорреспондента и стрингера зарубежных изданий. Работал в газете «Московский комсомолец».
С 1994 по 2003 год работал в статусе помощника руководителя фракции ЛДПР в Государственной думе, затем заместителя председателя Государственной думы Владимира Жириновского, позже — руководителя его думского секретариата, пресс-секретаря ЛДПР, главы международного управления фракции ЛДПР.
В 1995 году судьбой Островского заинтересовался Павел Павликовский, готовивший документальный фильм «Путешествие с Жириновским» для Би-би-си. Алексей Островский послужил прототипом главного героя художественного фильма Павликовского «Стрингер», который вышел на экраны в 1998 году.
В сентябре 1999 года ЛДПР выдвинула федеральный список кандидатов в депутаты на выборах в Государственную думу, намеченных на 19 декабря 1999 года. 23-летний Островский был включен в региональную группу «Центральный регион» под номером 5. 11 октября того же года ЦИК России отказал в регистрации списка партии в связи с наличием недостоверных сведений об имуществе 82 кандидатов, а также наличия в федеральном списке кандидата под номером 2, красноярского предпринимателя в розыске Анатолия Быкова.
13 октября прошёл чрезвычайный съезд ЛДПР, где был создан избирательный блок «Блок Жириновского». От блока был выдвинут новый список кандидатов, куда также был включён Островский — в региональную группу «Центральный регион» под номером 3. Общефедеральная часть этого списка содержала максимально возможное число кандидатов — 18. После регистрации 2 ноября списка блока оказалось, что 71 кандидат, и в их числе Островский, состоят одновременно в двух списках — ЛДПР и «Блока Жириновского». 4 декабря ЦИК исключил их всех из списка ЛДПР, а 9 декабря ЦИК окончательно снял с регистрации ЛДПР.
В 2000 году Островский окончил Московский государственный открытый университет (МГОУ), факультет мировая экономика.
Работал корреспондентом в газетах «Московский комсомолец», «Вечерняя Москва», «Комсомольская правда», а также в зарубежных СМИ.
В 2003 году окончил МГИМО (юриспруденция).

### Член ЦИК РФ (2003)
1 августа 2003 в партии ЛДПР решили заменить члена ЦИК с совещательным голосом Виктора Корниенко на Алексея Островского. С 27 августа 2003 Островский стал членом Центральной избирательной комиссии с правом совещательного голоса (от «Блока Жириновского»).

### Депутат Государственной думы
В начале сентября 2003 года ЛДПР выдвинула списки кандидатов на выборы в Государственную думу 4-го созыва 7 декабря 2003 года. В первую тройку вошли Владимир Жириновский, полковник ФСБ в отставке Павел Чернов и 27-летний аспирант МГИМО Алексей Островский. Однако через неделю Чернова сменил сын Жириновского Игорь Лебедев, а Островский переместился на второе место в списке. На выборах партия получила 11,45 % голосов, таким образом Островский получил мандат депутата. В Госдуме он стал заместителем председателя Комитета по международным делам, заместителем председателя Комитета по информационной политики, членом Комиссий по мандатным вопросам и вопросам депутатской этики и по изучению практики обеспечения прав человека и основных свобод, контролю за их обеспечением в иностранных государствах.
В 2007 году вновь избран депутатом Государственной Думы по общефедеральному списку, в ней он возглавлял Комитет по делам СНГ и связям с соотечественниками. На съезде ЛДПР, который проходил 13 сентября 2011 года, выдвинут кандидатом в депутаты Государственной Думы шестого созыва под номером 2 в составе федеральной части списка кандидатов. 4 декабря 2011 года был избран. 21 декабря 2011 года на первом заседании новой Думы назначен председателем Комитета по делам общественных объединений и религиозных организаций.

### Губернатор Смоленской области
20 апреля 2012 года, после отставки губернатора Смоленской области Сергея Антуфьева, указом Президента России Дмитрия Медведева назначен временно исполняющим обязанности главы региона. «Единая Россия» также предложила кандидатуру Островского на пост губернатора.
25 апреля 2012 года Президент России Дмитрий Медведев внёс в Смоленскую областную Думу кандидатуру Алексея Островского для утверждения его на посту губернатора Смоленской области. 26 апреля Смоленская областная дума утвердила его в должности губернатора тайным голосованием единогласно.
За время своего руководства областью Островский сформировал первую в России коалиционную администрацию, в которой места заняли представители политических партий ЛДПР, КПРФ и «Единая Россия».

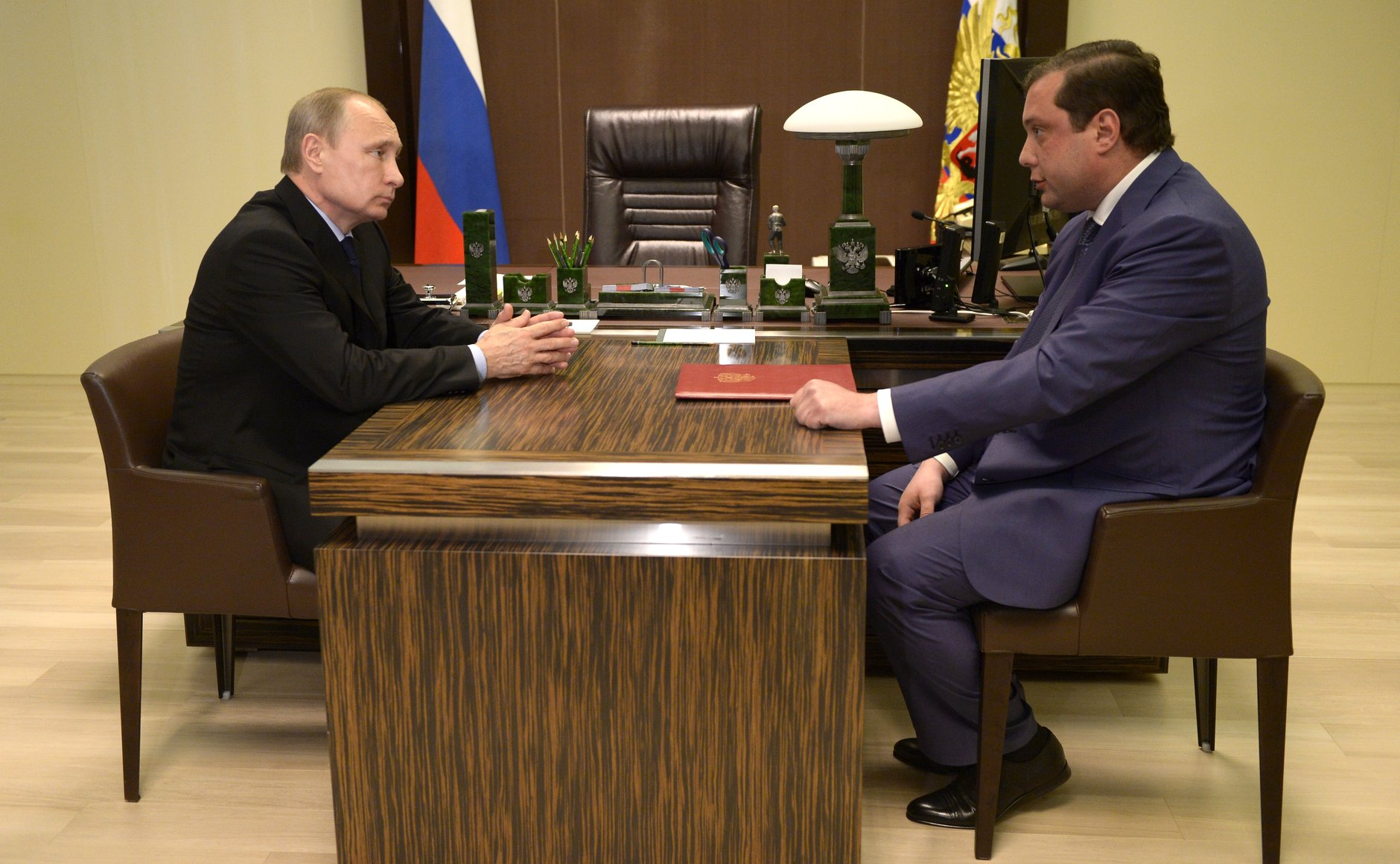
С Президентом России Владимиром Путиным. 2015 год

18 мая 2015 года по собственной просьбе был освобождён президентом России Владимиром Путиным от обязанностей губернатора и назначен временно исполняющим обязанности. Владимир Путин поддержал решение Островского выставить свою кандидатуру на губернаторских выборах 2015 года. Островский набрал более 65 % голосов и вновь вступил в должность губернатора Смоленской области 28 сентября 2015 года.
В 2017 году Владимир Жириновский заявил, что если его изберут президентом РФ, он сделает Островского премьер-министром.
С 26 мая по 22 ноября 2017 — член президиума Государственного совета Российской Федерации.
В ходе Единого дня голосования в сентябре 2020 года, на выборах Губернатора Смоленской области, Алексей Островский, набрав 56,54 % голосов при явке 29,67 % от общего числа зарегистрированных избирателей, опередил всех своих оппонентов, одержал победу и продолжил работать в должности руководителя региона.
В марте 2023 года подал заявление о досрочном прекращении полномочий по собственному желанию, которое было удовлетворено Президентом России Владимиром Путиным 17 марта 2023 года.

### Дальнейшая деятельность
После ухода с поста губернатора, в 2023—2024 годах был советником председателя Комитета Государственной Думы Федерального Собрания Российской Федерации по международным делам Леонида Слуцкого.
5 февраля 2024 года указом президента Российской Федерации назначен генеральным директором Министерства иностранных дел Российской Федерации.

## Доходы
По состоянию на апрель 2013 года Алексей Островский владел 50-процентной долей торгового предприятия ООО «Белрусбренд». По сообщению пресс-службы администрации Смоленской области, данное предприятие не вело деятельности с 2006 года. 9 июня 2014 года «Белрусбренд» был исключён из списков ЕГРЮЛ Межрайонной инспекцией ФНС № 46.
Доход Алексея Островского согласно предоставленным декларациям составил в 2014 году 55,3 млн рублей, в 2015 году — 1,9 млн рублей.
Столь значительный рост доходов в 2014 году связан с продажей квартиры в Москве.

## Семья
Жена — Надежда Александровна (род. 1973). Имеет трёх дочерей.
Играет в настольный теннис. Увлекается репортажной фотографией.

## Критика
В 1993 году Алексей Островский принимал участие в создании репортажа по заказу журнала Time о детской проституции в Москве. 11 сентября 1993 года газета Washington Post опубликовала статью, в которой с опорой на данные, полученные из пресс-службы ГУВД Москвы, указывалось, что  «репортаж в журнале Time является фальсификацией, а фотограф в интервью признался, что не уверен в том, что дети являются проститутками». Журналисты отыскали героев материала — двух 11-летних мальчиков, один из которых во время съёмок был переодет девочкой. Дети заявили, что Островский заплатил им и срежиссировал весь репортаж от начала и до конца. Позднее Островский неоднократно комментировал данный эпизод в интервью представителям различных СМИ. В частности, в одном из интервью Островский подчеркивал, что выступал при подготовке данного материала в роли фотографа, а разоблачительная статья в Washington Post вполне может быть продиктована желанием «насолить» конкуренту.
1 июня 2012 года Островский назначил главой смоленского департамента здравоохранения Владимира Степченкова, ранее занимавшего должность генерального директора ОАО «Смоленск — Фармация». Новый глава ОАО «Смоленск — Фармация» Игорь Богатов отметил, что в результате действий Степченкова в виде «различных махинаций, создания серых схем» и попытки банкротства в фирме «образовалась финансовая дыра на сумму свыше 100 млн руб.» Председатель Национального антикоррупционного комитета Кирилл Кабанов также выступил с критикой данного назначения, отметив: «Нужно выяснить, каким образом на пост главы департамента здравоохранения назначено лицо, имеющее не закрытые, а лишь приостановленные уголовные дела». Также Кабанов указал на то, что прокуратуре необходимо было «вынести губернатору предупреждение». В феврале 2018 года Владимир Степченков был уволен.
В рейтинге политического влияния руководителей 83 российских регионов, составленном Агентством политических и экономических коммуникаций, Алексей Островский занял в декабре 2012 года 81-е место, потеряв за месяц 11 позиций.  Год спустя, в декабре 2013 года, тем же Агентством был составлен новый рейтинг, где Островский занял 39 место, войдя в группу «губернаторов с сильным влиянием». По итогам сентября 2020 года Островский занимал 38 место в данном рейтинге.
Депутат Государственной думы от Смоленской области Алексей Казаков в интервью «Аргументам недели» отметил непоследовательность региональной политики Островского и резко её раскритиковал. Противостояние политиков продолжалось несколько лет, Алексей Островский неоднократно публично отвечал на критику оппонента, отмечая бездоказательность и безосновательность выдвигаемых им обвинений в адрес региональной администрации. По словам Алексея Островского, с не самой лучшей стороны его противника характеризует и отказ от участия в губернаторских выборах, где им представился бы прекрасный шанс сразиться «в честной конкурентной борьбе».
Политолог, доктор политических наук Д. Н. Нечаев указывает на негативные тенденции в экономическом и социальном развитии Смоленской области в 2015—2016 годах, которые особенно отчётливо проявляются при сравнении развития Смоленской области с развитием остальных регионов Центрального федерального округа. Нечаев отмечает неэффективность команды губернатора, отсутствие «чётко выработанной стратегии развития региона» и «оставляющий желать лучшего» интеллектуальный уровень Островского, проявляющийся в его следующем ответе на критику развития региона: «Ну что вы хотите от Смоленской области, от меня? Посмотрите на Белгородскую, Воронежскую области — там чернозём. Там, возьми, палку, воткни в землю — и получите урожай».
При этом на федеральном уровне неоднократно отмечались те успехи, которых удалось добиться Смоленской области под руководством Алексея Островского. Так, в 2016 году президент России Владимир Путин отметил успехи Смоленской области во время совещания по развитию сельского хозяйства Центрального Нечерноземья. По словам главы государства, необходимо ориентироваться на позитивные примеры, например, на опыт Брянской, Калужской, Орловской, Смоленской и Тверской областей, где были построены крупные мясомолочные и тепличные комплексы.
Правительство России выделило денежные средства в размере 243 миллиона рублей для завершения строительства инфраструктуры индустриального парка «Феникс», инициатором которого является Администрация Смоленской области во главе с Островским. Однако, как утверждается в материале одного из региональных изданий, журналисты которого провели свое расследование в конце 2017 года, процесс почти стоит на месте, экономического эффекта не наблюдается, резиденты идут слабо. Резиденты, вступившие в договорные отношения, к реальной работе в парке не приступили. В соответствии с проектом, первые резиденты должны были разместиться там ещё в 2016 году. Кроме того, был снят фальшивый видеоролик о якобы успехах индустриального парка «Феникс».
Однако тема развития расположенных на территории области индустриальных парков регулярно поднимается на совещаниях в администрации области. Так, в конце минувшего 2020 года губернатор вновь провел совещание, на котором в центре обсуждения оказались вопросы строительства и наполнения резидентами индустриальных парков «Феникс» и «Сафоново». Отмечалось, что в 2020 году индустриальный парк «Феникс» пополнился тремя новыми резидентами.
В комментариях на своей странице в сети ФБ 9 мая 2018 года Островский назвал смолянку Анну Азаренкову «шизоидной дурой». Эта реплика вскоре была удалена, губернатор заявил, что его аккаунт взломали.
В преддверии выборов губернатора Смоленской области, которые состоялись осенью 2020 года, президент Владимир Путин поддержал выдвижение смоленского губернатора на новый срок..

### Международные санкции
С 15 декабря 2022 года находится под санкциями США.

## Награды
- Почётная грамота правительства Российской Федерации (22 июля 2009) — за заслуги в законотворческой деятельности и многолетнюю добросовестную работу[56].
- Орден «За заслуги перед Отечеством» IV степени (9 января 2010) — за заслуги в законотворческой деятельности и развитии российского парламентаризма[57].
- Медаль Столыпина П. А. II степени (13 февраля 2014) — за большой вклад в подготовку и проведение мероприятий, посвященных празднованию 1150-летия со дня основания г. Смоленска[58].
- Премия «Скрипач на крыше» в номинации «Региональный руководитель» (2017) — за вклад в развитие многонациональной культуры Смоленской области и содействие в создании еврейского музейного комплекса «Любавичи»[59].
- Орден Александра Невского[22].

## Дипломатический ранг
- Чрезвычайный и полномочный посол (27 декабря 2024)[60].